# 심태웅

## 클럽 경력
심태웅은 2023년 중랑 FC(K4리그)에서 활동했으며, 2024년 초 안산그리너스 FC로 이적하여 K리그2 무대에 진출했다.  
이적 첫 해인 2024시즌에 7경기에 출전하며 프로 데뷔 시즌을 보냈다.

## 프로 통계
- K리그2 2024: 7경기 출전, 0골, 0도움

```
 - 출장: 1회  
 - 슈팅: 1회  
 - 파울: 5회
```

## 특징
178cm, 63kg의 준수한 체격 조건을 갖춘 중앙 미드필더로, 민첩한 움직임과 넓은 시야를 바탕으로 팀의 허리를 책임진다.  
빠른 전환과 왕성한 활동량이 장점으로 평가되며, 향후 U22 자원으로의 활용 가능성도 기대되고 있다.

## 기타
2024년 11월 4일 생일을 맞아 구단 공식 SNS에서 축하 메시지를 받은 바 있다.